# Sender Ulm-Jungingen
Der Sender Ulm-Jungingen war  ein Mittelwellensender des Südwestrundfunks (ehemals des Süddeutschen Rundfunks) für Hörfunk. Er befand sich am südwestlichen Dorfrand von Jungingen, etwa sieben Kilometer nördlich der Ulmer Innenstadt. Als Antennenträger kam ein 51 Meter hoher, gegen Erde isolierter abgespannter Stahlfachwerkmast mit quadratischem Querschnitt zum Einsatz.
Der Sender wurde am 30. Dezember 2011 vom SWR abgeschaltet und stillgelegt und zwei Jahre später an zwei Funkamateure verkauft.

## Programmgeschichte

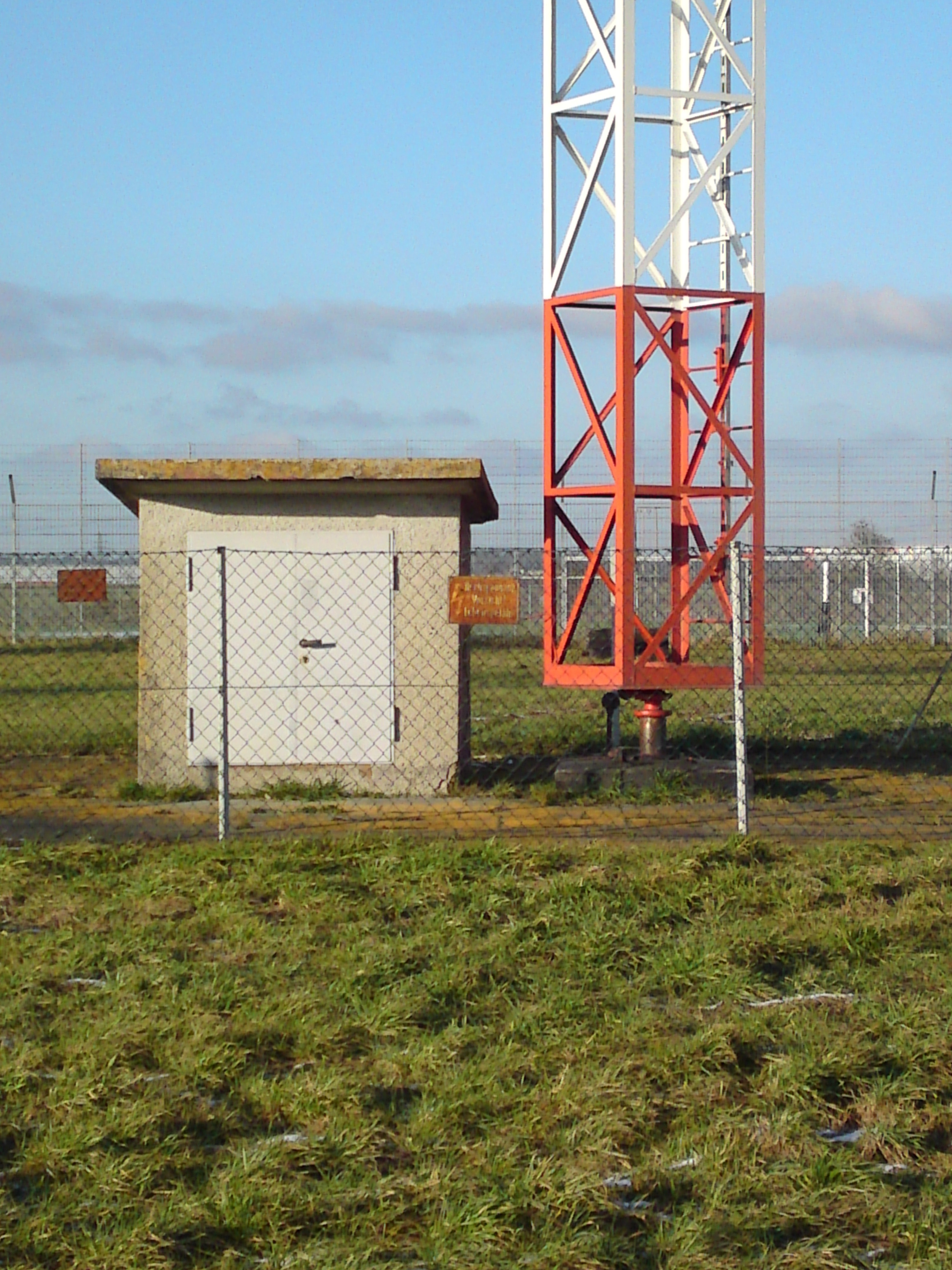
Mastfuß

Der Sender in Jungingen wurde als Kleinsender für die Region Ulm im Jahr 1952 auf der Frequenz 1169 kHz in Betrieb genommen. Bis Anfang der 1980er Jahre wurde generell das Programm SDR 1 ausgestrahlt. In den 1980er-Jahren kam tagsüber auch das Programm SDR 3 zur Ausstrahlung. Von August 1998 bis Juli 2002 wurde das Programm SWR 1 Baden-Württemberg ausgestrahlt. Seitdem wurde das Programm SWR cont.ra verbreitet.

## Frequenz, Sendeleistung und Versorgungsgebiet

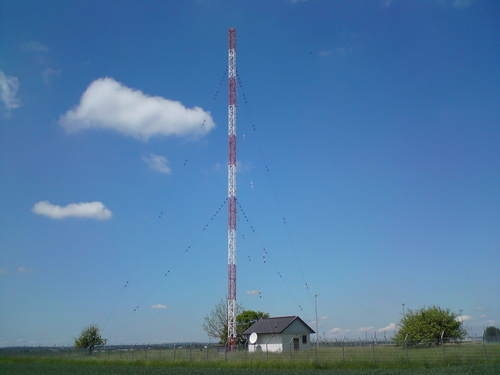
Sender Ulm-Jungingen im März 2011 (zu dieser Zeit noch in Betrieb)

Bis zum Genfer Wellenplan von 1978 wurde auf der Frequenz 1169 kHz gesendet. Danach fand ein Wechsel auf die Frequenz 711 kHz statt, auf welcher bis zum 8. März 2010 mit einer Sendeleistung von 5 Kilowatt EMRP gesendet wurde. Vom 10. März 2010 bis zum 30. Dezember 2011 wurde das Programm SWR cont.ra mit einer Sendeleistung von 1 Kilowatt EMRP über die Frequenz 1413 kHz abgestrahlt.
Das Versorgungsgebiet erstreckte sich auf das Stadtgebiet von Ulm und auf Teile der Landkreise Alb-Donau, Reutlingen, Biberach, Heidenheim und Neu-Ulm (Bayern).

## Abschaltung und Stilllegung des Senders
Der Sender Ulm-Jungingen wurde vom SWR am 30. Dezember 2011 im Laufe des Tages endgültig abgeschaltet, da der SWR die sehr kostenintensive Ausstrahlung seines Informationsprogramms SWR Cont.Ra über die Mittelwellensender in Baden-Württemberg und Rheinland-Pfalz aufgeben will. Stattdessen will sich der SWR auf den Aufbau einer flächendeckenden Versorgung seiner Programme über DAB+ konzentrieren.
Der Südwestrundfunk hat das 4.150 m² große Sendergrundstück samt Betriebsgebäude, Antennenmast und gültiger Betriebsgenehmigung allerdings ohne die eigentlichen Sender an zwei Funkamateure aus dem Raum Ulm verkauft und soll von diesen für Amateurfunk genutzt werden, was zwei neu aufgebaute Antennen nahelegen.

## Sonstiges

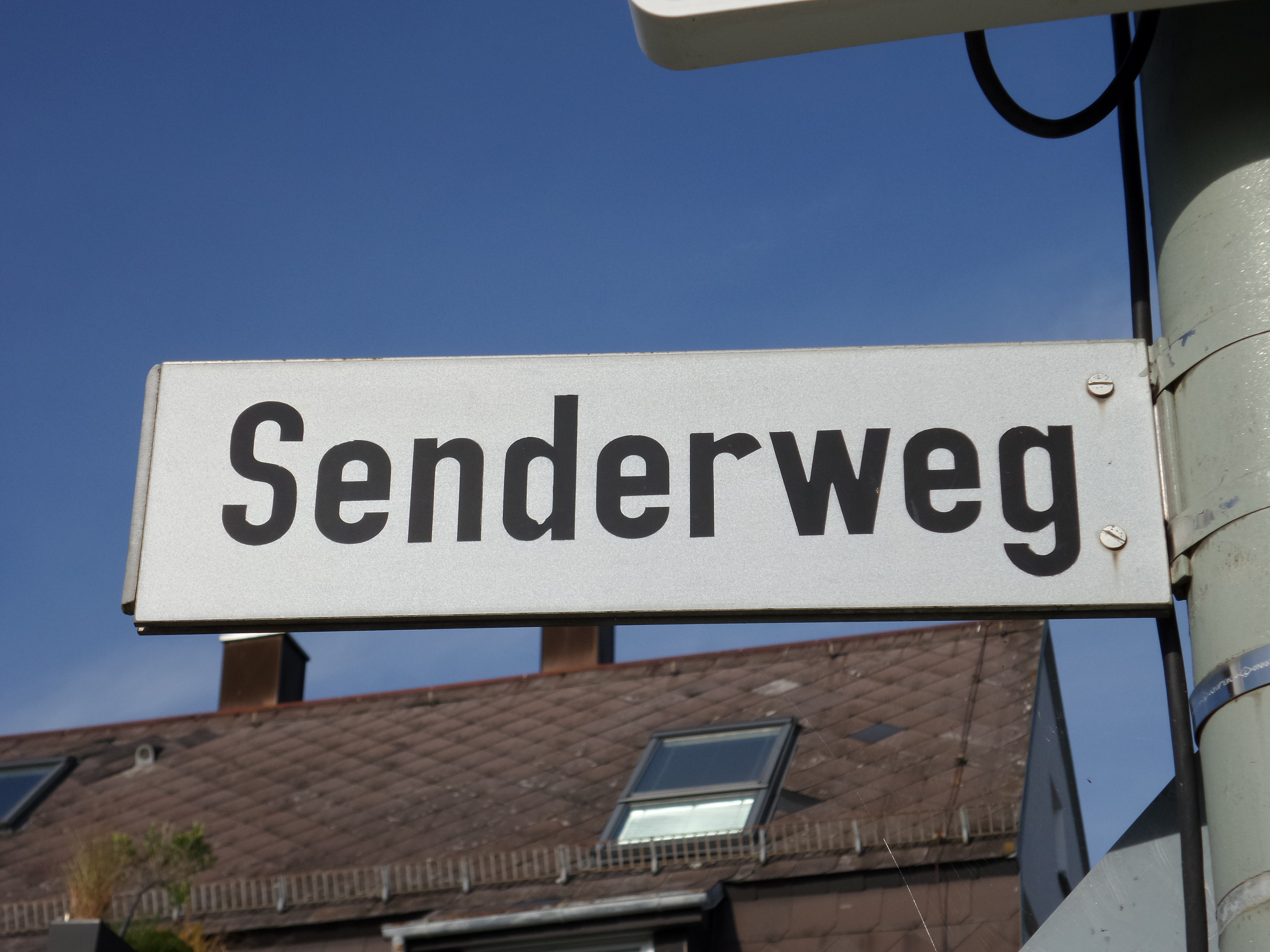
Senderweg in Ulm-Jungingen

Die Straße, die zum Sender Ulm-Jungingen führt, heißt Senderweg.